# Jaap Kraaier
Jaap Kraaier (n. 28 noiembrie 1913, Zaandam, Olanda de Nord, Țările de Jos – d. 7 ianuarie 2004) a fost un caiacist ce a reprezentat Regatul Țărilor de Jos, medaliat olimpic. A participat la o ediție a Jocurilor Olimpice (1936) în care a câștigat o medalie de bronz.

## Participări
Lista de mai jos prezintă principalele competiții la care a participat Jaap Kraaier de-a lungul carierei.
- Olympische Sommerspiele 1936/Kanu – Einer-Kajak 1000 m (Männer)[*]